# O Rei do Gado
O Rei do Gado é uma telenovela brasileira produzida e exibida pela TV Globo de 17 de junho de 1996 a 14 de fevereiro de 1997, em 209 capítulos. Substituiu O Fim do Mundo e foi substituída por A Indomada, sendo a 53ª "novela das oito" exibida pela emissora.
Teve a autoria de Benedito Ruy Barbosa, com colaboração de Edmara Barbosa e Edilene Barbosa, foi dirigida por Luiz Fernando Carvalho, Carlos Araújo, Emilio Di Biasi e José Luiz Villamarim. A direção geral e de núcleo foram de Luiz Fernando Carvalho.
Contou com as participações de Antônio Fagundes, Patricia Pillar, Raul Cortez, Glória Pires, Fábio Assunção, Silvia Pfeifer, Carlos Vereza e Stênio Garcia.

## Enredo
Nem o ódio entre duas famílias impediu o amor dos jovens Enrico e Giovanna, descendentes dos Mezenga e dos Berdinazzi, respectivamente. Os Mezenga e os Berdinazzi são vizinhos, e por causa de uma cerca no limite de suas propriedades, vivem uma guerra sem precedentes. As duas famílias proíbem o amor entre Enrico, filho de Antônio e Nena Mezenga, e Giovanna, filha de Giuseppe e Marieta Berdinazzi. Porém, mesmo com a proibição dos pais, os dois se casam e mesmo depois de casados não conseguem viver esse amor, e por isso fogem e têm um filho, batizado de Bruno Mezenga em homenagem ao tio morto na guerra, Bruno Berdinazzi, irmão de Giovanna.
O filho de Enrico e Giovanna, Bruno Mezenga, cresce e se transforma num dos maiores criadores de gado do país, conhecido como o "Rei do Gado". Ele sabe do ódio que separou as famílias de seus pais, e nunca conheceu os parentes de sua mãe, os avós e os tios Bruno, que morreu na guerra, e Giácomo Guilherme, que morreu pobre. Só sabe que o outro tio, Geremias Berdinazzi, tornou-se um rico fazendeiro. Mas o velho Geremias é um homem solitário que não reconhece os Mezenga como membros de sua família, e cujo único sonho é encontrar Marieta - a sobrinha que ele nunca conheceu, filha de seu irmão Giácomo Guilherme - e deixar para ela toda sua fortuna.
Bruno Mezenga, por sua vez, vive um casamento fracassado com Léia, uma esposa infiel que o trai com Ralf, um gigolô mau-caráter. O casal tem dois filhos: Lia, que apaixonou-se pelo peão Pirilampo, e Marcos, que vive um atribulado romance com Liliana, filha do senador Roberto Caxias.
Mas as vidas de Bruno Mezenga e Geremias Berdinazzi mudam completamente com a chegada de duas mulheres: Marieta, que julga ser a sobrinha desaparecida de Geremias; e Luana, uma boia-fria de passado incerto, por quem Bruno se apaixona.

## Elenco
| Intérprete           | Personagem                                      |
| -------------------- | ----------------------------------------------- |
| Antônio Fagundes     | Bruno Berdinazzi Mezenga                        |
| Antônio Fagundes     | Antonio Mezenga (1ª fase)                       |
| Patricia Pillar      | Luana Berdinazzi / Marieta Berdinazzi           |
| Raul Cortez          | Geremias Berdinazzi                             |
| Fábio Assunção       | Marcos Mezenga / Marcos Rezende Bernardo Filho  |
| Sílvia Pfeifer       | Léia Mezenga                                    |
| Oscar Magrini        | Ralf Tortelli                                   |
| Glória Pires         | Rafaela Berdinazzi / Marieta Berdinazzi (falsa) |
| Lavínia Vlasak       | Lia Mezenga                                     |
| Mariana Lima         | Liliana Caxias                                  |
| Carlos Vereza        | Senador Roberto Caxias                          |
| Stênio Garcia        | Zé do Araguaia                                  |
| Bete Mendes          | Donana                                          |
| Guilherme Fontes     | Otávio Rangel (Tavinho)                         |
| Jackson Antunes      | Regino Pereira                                  |
| Ana Beatriz Nogueira | Jacira Pereira                                  |
| Almir Sater          | Aparício Rodrigues (Pirilampo)                  |
| Sérgio Reis          | José Bento de Souza (Saracura)                  |
| Walderez de Barros   | Judite                                          |
| Ana Rosa             | Maria Rosa Caxias                               |
| Arieta Corrêa        | Chiquita                                        |
| Leila Lopes          | Suzane Maia                                     |
| Luiz Parreiras       | Orestes Couto Maia                              |
| Iara Jamra           | Lurdinha                                        |
| Luciana Vendramini   | Marita                                          |
| Rogério Márcico      | Olegário Rangel                                 |
| Jairo Mattos         | Dr. Fausto Tavares                              |
| Mara Carvalho        | Profª. Bia                                      |
| Maria Helena Pader   | Júlia                                           |
| Paulo Coronato       | Dimas                                           |
| Antônio Pompêo       | Dominguinhos                                    |
| Cosme dos Santos     | Formiga                                         |
| Amilton Monteiro     | Detetive Clóvis Rezende                         |
| Adenor de Souza      | Lupércio                                        |
| Paulo Gabriel        | Uerê’é / Rafael                                 |

### Participações especiais
| Intérprete              | Personagem                          |
| ----------------------- | ----------------------------------- |
| Tarcísio Meira          | Giuseppe Berdinazzi                 |
| Vera Fischer            | Helena Mezenga (Nena)               |
| Eva Wilma               | Marieta Berdinazzi                  |
| Letícia Spiller         | Giovanna Berdinazzi                 |
| Leonardo Bricio         | Enrico Mezenga                      |
| Caco Ciocler            | Geremias Berdinazzi (jovem)         |
| Cláudio Corrêa e Castro | Tony Vendacchio                     |
| José Augusto Branco     | Delegado Josimar                    |
| Tadeu di Pietro         | Delegado Valdir                     |
| Marcello Antony         | Bruno Berdinazzi                    |
| Emílio Orciollo Netto   | Giuseppe Berdinazzi Neto            |
| Manoel Boucinhas        | Giácomo Guilherme Berdinazzi        |
| Regina Dourado          | Magu                                |
| Chica Xavier            | Madre Luzia                         |
| Carlos Takeshi          | Olavo                               |
| Cyria Coentro           | Maria da Luz                        |
| Ilva Niño               | Joana                               |
| Michel Bercovitch       | Dr. Mário Gomide                    |
| Roney Villela           | Genivardo                           |
| Francisco Carvalho      | Mauriti                             |
| Renato Master           | Delegado Bordon                     |
| Lucélia Machiavelli     | Geni                                |
| Neusa Borges            | Marta                               |
| Cláudio Amado           | Tonico Vendacchio                   |
| Hélio Cícero            | Dr. Walfrido                        |
| Liana Duval             | Quitéria                            |
| Hélio Ribeiro           | Maurício                            |
| Duda Mamberti           | Matias                              |
| Guilherme Corrêa        | Joel                                |
| Marcos Oliveira         | Tonico                              |
| Cláudio Tovar           | Fernardinho                         |
| Sérgio Milleto          | Dr. Arnaud                          |
| Luísa Fiori             | Gemma                               |
| Síria Betti             | Inês                                |
| Chico Expedito          | Pedro Chiaramonte                   |
| Flavio Antônio          | Dr. Castanho                        |
| Paulo Goulart           | juiz no caso de Marcos              |
| Genésio de Barros       | líder dos sem-terra                 |
| Gésio Amadeu            | sem-terra cantor                    |
| Clemente Viscaíno       | deputado, amigo de Caxias           |
| Dan Stulbach            | repórter                            |
| Ivan de Almeida         | caminhoneiro                        |
| Maria Ribeiro           | prostituta                          |
| Armando Valsani         | cantor                              |
| Átila Iório             | Honorato, caiçara                   |
| Bia Montez              | enfermeira de Geremias              |
| João Bourbonnais        | corretor                            |
| Vanusa Spindler         | secretária da corretora             |
| Adilson Barros          | motorista da fazenda de cana        |
| Luiz Serra              | fazendeiro                          |
| Malu Valle              | apresentadora de TV                 |
| Luiz Baccelli           | oficial                             |
| Nelson Baskerville      | repórter                            |
| Altamiro Martins        | tabelião                            |
| Celso Frateschi         | motorista                           |
| Tácito Rocha            | promotor                            |
| Paulo Tiefenthaler      | gerente de banco                    |
| Walter Breda            | cliente de Tonico Vendacchio        |
| Luiz Baccelli           | oficial do Exército                 |
| Henrique Lisboa         | carteiro                            |
| Ken Kaneco              | japonês, cliente de Tony Vendacchio |
| Beto Bellini            | jagunço                             |
| David Y Pond            | líder do grupo extremista japonês   |
| Antônio Castiglioni     | Bruno Mezenga (criança)             |
| Roberto Carlos          | ele mesmo                           |
| Edmilson Capelupi       | ele mesmo                           |
| Roberto Losan           | ele mesmo                           |
| Benedita da Silva       | ela mesma                           |
| Eduardo Suplicy         | ele mesmo                           |

## Produção

### Roteiro
Em O Rei do Gado, Benedito Ruy Barbosa retorna as discussões sobre a reforma agrária, abordada anteriormente em sua outra telenovela, Meu Pedacinho de Chão, e a vida dos trabalhadores do Movimento dos Sem Terra (MST) pela luta da posse de terras. Paralelamente a estes temas e do romance da primeira fase de O Rei do Gado, Benedito Ruy Barbosa retratou a época que viveu pessoalmente. Na juventude, o autor morou em fazendas e acompanhou o recebimento do café, aprendeu a selecionar os grãos, conferir o peso, ver a amostragem das impurezas e o tempo da broca, etapas que mostrou na telenovela. A primeira fase mostrou a decadência do ciclo do café e a inserção do Brasil na Segunda Guerra Mundial. A segunda fase mostrou a modernização e a riqueza do interior paulista através de Ribeirão Preto. A capital São Paulo e a região do Araguaia também serviram de cenário para a trama.
Na última cena da telenovela, sobe sobre milhares de pés de café, lavouras de soja, milho e cana-de-açúcar, um letreiro que diz: "Deus, quando fez o mundo, não deu terra pra ninguém, porque todos os que aqui nascem são seus filhos. Mas só merece a terra aquele que a faz produzir, para si e para os seus semelhantes. O melhor adubo da terra é o suor daqueles que trabalham nela". E a câmera volta em Bruno Mezenga e Geremias Berdinazi, em meio àquele imenso cafezal, como se os dois estivessem discutindo, e deixa a pergunta: "vai começar tudo de novo?"

### Gravação
Foi construída uma cidade cenográfica nos Estúdios Globo onde ficava a sede da maior fazenda da trama, do personagem Bruno Mezenga, com dois pavimentos de 600m² de construção. A fazenda foi feita pelo cenógrafo Raul Travassos, sendo até então a maior casa feita por ele e idealizada para gravações externas e internas, e onde só as paredes eram cenográficas, mesmo assim ganharam revestimento de argamassa. O chão era de pedra e tijolo, as vigas de maçaranduba, o teto de pau do mato e eucalipto, e portas e janelas foram feitos com madeira de demolição. Fora dos Estúdios Globo, foram utilizados pelo menos cinco polos de gravação: Amparo, Ribeirão Preto e Itapira no estado de São Paulo, Guaxupé em Minas Gerais e Aruanã em Goiás, por onde se espalhavam as fazendas usadas como locação. As paisagens bucólicas da região do Araguaia, onde ficava uma das fazendas do personagem Bruno Mezenga, era uma área formada por ecossistemas típicos do Pantanal, da Floresta Amazônica e do Cerrado, abrigando extensa diversidade de flora e fauna. As cenas da primeira fase se passavam durante a Segunda Guerra Mundial e a equipe da telenovela viajou à cidade de Craco, uma das regiões mais pobres da Itália. Com cerca de 300 figurantes, foram reconstituídas cenas de batalhas, sendo filmadas em película 16 mm, própria para cinema, e em preto-e-branco. Na Itália, também foram feitas algumas seqüências na comuna italiana Guardia Perticara e no monumento dos pracinhas brasileiros, na Toscana.
O diretor Luiz Fernando Carvalho dirigiu sozinho toda a primeira fase. Só na segunda, passou a dividir o trabalho com Carlos Araújo, Emílio Di Biasi e José Luiz Villamarim. A telenovela contou com a fotografia de Walter Carvalho, para reforçar o estilo cinematográfico do diretor. Para dar o tratamento da luz na primeira fase da novela, Luiz Fernando se inspirou na Pintura da Itália, do final do século XIX até a era romântica. A intenção era captar a atmosfera dos imigrantes no Brasil do interior de São Paulo na década de 1940. Segundo o diretor, em vez da luz dilacerada, de cores fortes e altos contrastes de Renascer (1993), quando estudou pintores baianos, em O Rei do Gado a luz criava uma atmosfera mais tênue, clara, sem muitos claros e escuros, afirmando no lançamento da telenovela que "tinha que passar a impressão de que a luz tem cheiro, um perfume, não é ardida, não bate no rosto da pessoa, mas perfuma, como se estivesse em volta dela, e não sobre ela".
A maquiagem para caracterizar os personagens que eram imigrantes trabalhadores da terra, queimados pelo sol e endurecidos pelo tempo, a equipe supervisionada por Isabel Arbizu fez um curso com Ve Neill, maquiadora de Hollywood, indicada ao Oscar 1993 na categoria de melhor maquiagem feita em Jack Nicholson no filme Hoffa (1992), dirigido por Danny DeVito. Para isso, fotos em close dos atores, com todas as medidas necessárias, foram enviadas à maquiadora que, em seguida, veio ao Brasil para treinar as profissionais da telenovela com o material que seria usado.

### Preparação do elenco
Alguns atores como Letícia Spiller e Patricia Pillar se submeteram a laboratórios, onde ensaiaram com a atriz e bailarina Gisela Rodrigues, professora e pesquisadora do Departamento de Artes Corporais da Unicamp, para comporem suas caboclas. No caso de Patricia Pillar, ela passou dez dias entre os cortadores de cana-de-açúcar para compor Luana. Leonardo Brício, Caco Ciocler, Manuel Boucinhas e Marcello Antony fizeram laboratórios para interpretarem rapazes da roça, sob coordenação do diretor Emílio de Biase. Eles viajaram para a região de Amparo, em São Paulo, onde tiveram várias aulas com os colonos locais, aprendendo montaria e cavalgagem, baterem feijão e colheita do café, entre outras atividades. Durante a produção, foi prometido ao elenco um intervalo de pelo menos um mês entre as duas fases da telenovela. Antônio Fagundes, que fazia o avô na primeira e o neto na segunda da história, engordou para o primeiro personagem e esperava perder peso até a outra fase. Mas o intervalo foi de apenas 12 horas. Segundo o ator, os sete capítulos da primeira fase levaram cerca de três meses para ficar prontos, tamanho o capricho e a dedicação da equipe.
Stênio Garcia, Bete Mendes, Antônio Fagundes e Patricia Pillar foram escalados para passar um tempo no Mato Grosso pesquisando a região, suas paisagens e os moradores locais. No estado, Stênio e Bete tinham a responsabilidade de representar o clima bucólico da vida rural brasileira. Em depoimento ao Memória Globo, o ator contou que, ao trabalhar sobre a foto de Zé das Águas – um habitante local no qual os passarinhos gostavam de pousar –, ele pôde vislumbrar um personagem já realizado. A imagem havia sido um presente do poeta Manoel de Barros ao ator.
O Rei do Gado marcou a estreia na TV Globo de Marcello Antony, Caco Ciocler, Emílio Orciollo Netto e Lavínia Vlasak. Participaram da telenovela os senadores Eduardo Suplicy e Benedita da Silva, que atuaram no funeral do Senador Caxias.

## Exibição
O Rei do Gado estrearia imediatamente após o fim de Explode Coração, no início de maio de 1996. Porém como a produção da novela estava atrasada, isso ocorreu apenas em 17 de junho de 1996. Cogitou-se aumentar a trama de Gloria Perez, mas a emissora tinha feito um acordo com a autora, e a liberaria para compromissos decorrentes do julgamento dos acusados pelo assassinato de sua filha, Daniella Perez em 1992. O intervalo entre 6 de maio e 16 de junho de 1996 foi preenchido com a novela O Fim do Mundo, de Dias Gomes.
A primeira fase de O Rei do Gado foi muito elogiada e entrou para a galeria das cenas antológicas da televisão brasileira, com enredo emocionante e produção de altíssima qualidade, Benedito definiu que "Num país que precisa abrir o olho para sua realidade, uma novela não pode ser alienante, deve informar o público, ser algo útil à sociedade".
O Rei do Gado estreou dois meses após a morte de 19 trabalhadores sem-terra em Eldorado dos Carajás, no Pará, conhecido como Massacre de Eldorado dos Carajás. A reforma agrária e o Movimento dos Trabalhadores Rurais Sem Terra (MST) foram abordados pela primeira vez numa telenovela. O tema teve grande repercussão na mídia e na sociedade em geral. O então presidente do MST, João Pedro Stédile disse na época que "A novela ajudou a fazer as pessoas nos olharem de maneira diferente. Nos deu status de cidadãos".
Para Fernando de Barros e Silva, da Folha de S.Paulo, "O Rei do Gado engole o cinema nacional". Segundo o crítico Rogerio Durst, a novela é "um épico dramático com participações especiais de primeira e belíssima fotografia".
Por outro lado, entre os problemas destacaram-se as falhas técnicas, equívocos de roteiro, excesso de cenas arrastadas e clipes, mau aproveitamento de atores e interpretações inadequadas.
Uma cena da telenovela causou polêmica no Senado. Na trama, o Senador Caxias faz um discurso emocionado sobre os sem-terra, e no plenário estão apenas três senadores: um cochilando, outro lendo jornal e o terceiro falando ao celular. No dia seguinte, o então senador Ney Suassuna subiu à tribuna do senado para protestar contra o que classificou como "distorção da realidade". Segundo ele, a cena induzia a população a acreditar que não havia senadores honestos no país.
Em outubro de 2006, o presidente da Rede Bandeirantes, Johnny Saad, em entrevista à Folha de S.Paulo, declarou ter ouvido de países vizinhos problemas com as telenovelas brasileiras, seja em razão do excesso de "tempero", seja de determinados vírus ideológicos. Questionado sobre estes vírus ideológicos, ele respondeu citando como exemplo a trama global: "Vários. Pega o "Rei do Gado" [1996/97]. O que foi glamourizado? O que saiu do noticiário e entrou na dramaturgia? O MST [Movimento dos Trabalhadores Rurais Sem Terra]. Lembra que o [senador petista Eduardo] Suplicy entrou na novela? Procure ver aonde foi a novela [a mais de 30 países, entre eles Cuba e Argentina]. Vi muito país dizer "Não quero". A TV aberta no mundo é muito conservadora. Só não é aqui [no Brasil], onde você vê muito tema com o qual se incomoda por estar com seu filho na sala. Se é menina, então, fica mais grilado. Mas com menino também".
O Rei do Gado foi satirizada pelo Casseta & Planeta, Urgente! com três títulos: O Rei Drogado, O Rei Cagado e O Rei do Galho, como o grupo fazia com todas as telenovelas do horário nobre da emissora. Na Rádio Jovem Pan, o imitador Ciro Jatene não deixou barato: Satirizou a novela com o título O Rei Tardado, chegando a lançar um CD com os "capítulos" da radionovela.

### Reprises
Foi reprisada pela primeira vez no Vale a Pena Ver de Novo entre 15 de março a 13 de agosto de 1999, em 110 capítulos, substituindo Quatro por Quatro e sendo substituída pela sua mesma sucessora original A Indomada.
Foi reprisada na íntegra pelo Viva de 09 de fevereiro a 28 de novembro de 2011, substituindo Por Amor e sendo substituída por Barriga de Aluguel, às 16h30.
Foi reprisada pela segunda vez no Vale a Pena Ver de Novo entre 12 de janeiro a 07 de agosto de 2015, em 150 capítulos, substituindo Cobras & Lagartos e sendo substituída por Caminho das Índias.
Foi reprisada pela terceira vez no Vale a Pena Ver de Novo entre 07 de novembro de 2022 a 2 de junho de 2023, em 144 capítulos, substituindo A Favorita e sendo substituída por Mulheres Apaixonadas. A trama se tornou a primeira novela a ganhar três exibições na faixa. Originalmente, seria uma arma secreta da emissora para manter os índices dos jogos da Copa do Mundo FIFA de 2022, em especial nos dias onde a seleção brasileira entraria em campo. Porém, os bons números da reprise começaram a chegar próximo aos da telenovela das nove, Travessia, e com a ameaça de um possível vexame, o plano inícial foi cancelado e a novela deixou de ser exibida em dias de partidas do Brasil. No caso, 24 de novembro (Brasil x Sérvia), 2 de dezembro (Brasil x Camarões), 5 de dezembro (Brasil x Coréia do Sul) e 9 de dezembro (Argentina x Holanda). Também não foi exibida no dia 29 de dezembro em razão da exibição de um Plantão da Globo, que repercutia o falecimento do jogador Pelé. A novela foi reclassificada pelo Ministério da Justiça em 22 de fevereiro de 2023. Em função das cenas com conteúdo violento, com drogas lícitas e conteúdo sexual, O Rei do Gado passou de "não recomendada para menores de 10 anos" para "não recomendada para menores de 14 anos". Dessa forma, a trama de Benedito Ruy Barbosa se tornou a segunda reprise do Vale a Pena Ver de Novo considerada imprópria para menores de 14 anos. A primeira a ter esse selo foi a reprise de A Favorita (2008), de João Emanuel Carneiro, reclassificada pelo órgão em 2022.

### Exibição Internacional
Em Portugal a novela estreou na SIC a 2 de setembro de 1996 com grande audiência. Argentina, África do Sul, Canadá, Chile, Cuba, Grécia, Nicarágua, Noruega, Paraguai, Perú, Polônia, Rússia e Uruguai foram alguns dos mais de 30 países que exibiram O Rei do Gado.

### Outras mídias
Em 29 de novembro de 2021, foi disponibilizada pelo Globoplay como parte do Projeto Originalidade, com a atualização para o formato de exibição original; com o formato de imagem restaurado em Full HD, além de aberturas, vinhetas de intervalo e encerramento originais.

## Repercussão

### Audiência
Exibição original
O Rei do Gado estreou com média de 51 pontos e pico de audiência de 55 pontos, cerca de 7 milhões de telespectadores na Grande São Paulo. A média mensal foi de 52 pontos no Ibope, o equivalente a 4,2 milhões de telespectadores na Grande São Paulo, com cada ponto equivalente a cerca de 80 mil telespectadores. A audiência de O Rei do Gado não foi das melhores, quando comparada com o Ibope de antigos sucessos das oito na TV Globo como foram as audiências mensais de Renascer (de 58 a 63 pontos) e Fera Ferida (58 pontos). O Rei do Gado, no entanto, teve a melhor performance entre as exibidas desde meados de 1994, superando os índices de O Dono do Mundo (47 pontos), Explode Coração (entre 43 e 53 pontos) A Próxima Vítima (entre 45 e 53 pontos) e Pátria Minha, (de 44 e 48 pontos). Durante os capítulos em que o personagem Ralf, foi assassinado, a trama atingiu 57 pontos. Um outro índice do Ibope, o Audiência Domiciliar por Programa, que é semanal, revela que O Rei do Gado atingiu seu pico entre 23 e 29 de setembro de 1996, quando Bruno Mezenga reapareceu, após sofrer acidente de avião no Araguaia. Naquela semana, a telenovela teve média de audiência de 58 pontos. Em seu último capítulo, registrou 60 pontos.
Na semana de 5 a 11 de agosto de 1996, na Grande Rio, a telenovela atingiu 48% de audiência, o que equivale a 1.189.000 domicílios.
Primeira e segunda reprise
Na casa dos 25 pontos no Vale a Pena Ver de Novo, O Rei do Gado chegou a ter mais audiência que a então novela das seis Força de um Desejo e à de sua antecessora, Pecado Capital. Em 13 de maio de 1999, O Rei do Gado registrou média de 30 pontos no Ibope, novamente com audiência maior do que Malhação.com, a 5.ª temporada da série, e da posterior novela das seis, Força de um Desejo.
Reestreou com 14,1 pontos de média e 30,6% de share na Grande São Paulo, segundo dados consolidados do Kantar IBOPE Media. Na mesma faixa horária, a Band ficou na vice-liderança com 5,8 pontos, o SBT foi terceiro colocado com 4,8 e a RecordTV registrou o quarto lugar com 4,7 pontos. O número é 25% menor do alcançado pela antecessora Cobras & Lagartos, que cravou 18,4 pontos de média no primeiro capítulo de sua reprise em 28 de julho de 2014. Conseguiu seu primeiro recorde em 27 de março de 2015, com 19,9 pontos. Novo recorde foi registrado no dia 30, com 21,1 pontos. Um terceiro recorde foi registrado em 21 de julho, com 21,9 pontos. Ao longo da exibição, os índices da faixa vespertina se elevaram, chegando a se aproximar dos índices de Babilônia, exibida no horário nobre. O último capítulo alcançou média de 20,1 pontos, superando as audiências de Malhação Sonhos, Além do Tempo e até do Jornal Nacional. Esta segunda reprise terminou com uma média geral de 17,4 pontos, e foi a melhor audiência da faixa desde a primeira reprise de O Clone, em 2011.
Terceira reprise
A terceira reprise estreou em 7 de novembro de 2022 com 15,9 pontos e 33,1% de participação na Grande São Paulo. Foram 1,8 pontos a mais que a estreia da segunda reprise, porém ficou atrás da estreia da sua antecessora A Favorita, que registrou 16,8 pontos. O quarto capítulo consolidou 16 pontos. Os índices oscilaram nessa média e depois pioraram até a abertura e início da transmissão dos jogos da Mundial FIFA de Futebol, em 20 de novembro. Em 18 de novembro, a novela havia conseguido apenas 13,6 pontos. O primeiro recorde foi atingido em 21 de novembro, uma segunda-feira, com 19,4 pontos, beneficiando-se pelos altos índices da Globo na transmissão do jogo entre a Seleção dos Estados Unidos e a Seleção do País de Gales, que precedeu a exibição da novela. No dia 28 atingiu novo recorde com 23,3 pontos, novamente impulsionada pela cobertura da Copa do Mundo, com o jogo entre a Seleção de Portugal e a Seleção do Uruguai. O índice superou até mesmo a novela das sete, Cara e Coragem e se aproximou do índice de Travessia. Com o fim da Copa do Mundo, a novela passou a segurar médias na casa dos 16 e 18 pontos, chegando em alguns momentos nos 19 e 20 pontos, apresentando o melhor desempenho desde a segunda reprise de Laços de Família, em 2020. Entre os meses de novembro de 2022 e fevereiro de 2023, a novela já possuía uma parcial de 16,4 pontos. Tendo em 7 de fevereiro, marcado 21,1 pontos, sendo o melhor resultado desde 28/11. Em sua reta final, a novela passou a consolidar médias na casa dos 20 pontos, chegando a registrar 22,8 pontos em 30 de maio, superando por décimos a novela das 18h, Amor Perfeito. O último capítulo registrou 20,7 pontos, picos de 22,8 e share de 38,7%, sendo o melhor desfecho em dois anos, fechando com a média geral de 17,3 pontos, se figurando como a terceira novela mais assistida da década de 2020 no Vale a Pena Ver de Novo.

## Música
A trilha sonora da telenovela brasileira O Rei do Gado (1996-1997) é composta por dois álbuns, O Rei do Gado e O Rei do Gado 2, ambos lançados em 1996, que tornaram-se os álbuns de trilha sonora de novelas de maior venda da história, ultrapassando a marca de 3 milhões de cópias vendidas. O sucesso da trilha sonora se deu muito por ela estar repleta de sucessos da década dos anos 90, tanto da MPB quanto da música sertaneja.

### O Rei do Gado
O Rei do Gado, comumente chamado de O Rei do Gado 1, é o primeiro álbum da trilha sonora da homônima telenovela brasileira exibida entre 1996 e 1997 pela Globo, que foi lançado em LP, K7, e CD pela Som Livre, em julho de 1996, no Brasil, e no mesmo ano, em CD, pela Mega Records em Portugal.
O Rei do Gado traz na capa Patricia Pillar como sua personagem Luana Berdinazzi, e teve 2.122.093 cópias vendidas, estabelecendo um recorde que permanece até hoje. O repertório traz alguns dos nomes mais importantes da música sertaneja, e que dominavam as rádios nos anos 1990, como Chitãozinho & Xororó, Roberta Miranda, Leandro & Leonardo, e Zezé Di Camargo & Luciano. O álbum traz ainda a cantora de música country norte-americana Shania Twain, a artista que mais vendeu discos nos EUA naquela década.
O álbum abre com o tema de abertura, a canção "Rei do Gado", interpretada pela Orquestra da Terra. Esta é seguida por "Coração Sertanejo", de Chitãozinho & Xororó, tema de Bruno Mezenga, interpretado por Antônio Fagundes. A faixa 3 é "Admirável Gado Novo, composta e interpretada por Zé Ramalho, servindo de tema dos Sem-Terra".
A canção italiana "La Forza Della Vita", na voz de Renato Russo, é tema do Senador Caxias, vivido por Carlos Vereza. Roberta Miranda interpreta o clássico de Roberto Carlos, "Eu Te Amo, Te Amo, Te Amo", tema da Léa Mezenga, vivida por Sílvia Pfeifer. "Correnteza", na voz de Djavan, é tema de Luana Berdinazzi, a protagonista boia-fria vivida por Patricia Pillar.
A instrumental "Cidade Grande", interpretada pela banda Metrópole, serve de tema de locação da trama. "À Primeira Vista", composta por Chico César e cantada por Daniela Mercury, é tema do casal Marcos Mezenga e Liliana Caxias, vividos pelo Fábio Assunção e Mariana Lima. "Sem Medo de Ser Feliz", da dupla sertaneja Zezé Di Camargo & Luciano, serve de tema de Ralf Tortelli, interpretado por Oscar Magrini.
Leandro & Leonardo integram a trilha com "Doce Mistério", tema do casal Lia Mezenga e Pirilampo, personagens de Lavínia Vlasak e Almir Sater. "Vaqueiro de Profissão", cantada por Jair Rodrigues, é tema de Zé do Araguaia, personagem de Stênio Garcia. A cantora canadense de country pop, Shania Twain, interpreta a canção "The Woman in Me (Needs the Man in You)", tema de Suzane Maia, personagem vivida por Leila Lopes.
Orlando Morais integra a trilha sonora com a canção "O Que Vem a Ser Felicidade", que conta com a participação de Dominguinhos, e é tema de Rafaela Berdinazzi, vivida por Glória Pires. O Rei do Gado fecha cm a canção instrumental "Caminhando Só", interpretada por Evara Zan, que serve de tema de locação da telenovela.

#### Lista de faixas
| O Rei do Gado – Edição em LP e K7 |                                                          |                                             |                           |         |  |
| N.º                               | Título                                                   | Compositor(es)                              | Artista(s)                | Duração |  |
| 1.                                | "Rei do Gado"                                            | Nil Bernardes Luiz Schiavon Marcelo Barbosa | Orquestra da Terra        | 2:43    |  |
| 2.                                | "Coração Sertanejo"                                      | Neuma Morais Neon Moraes                    | Chitãozinho & Xororó      | 3:37    |  |
| 3.                                | "Admirável Gado Novo"                                    | Zé Ramalho                                  | Zé Ramalho                | 4:51    |  |
| 4.                                | "La Forza Della Vita"                                    | Paolo Vallesi Beppe Datti                   | Renato Russo              | 5:16    |  |
| 5.                                | "Eu Te Amo, Te Amo, Te Amo"                              | Roberto Carlos Erasmo Carlos                | Roberta Miranda           | 4:18    |  |
| 6.                                | "Correnteza"                                             | Tom Jobim Luiz Bonfá                        | Djavan                    | 4:44    |  |
| 7.                                | "Cidade Grande" (instrumental)                           | M. Machado E. Dias                          | Metrópole                 | 3:30    |  |
| 8.                                | "À Primeira Vista"                                       | Chico César                                 | Daniela Mercury           | 4:26    |  |
| 9.                                | "Sem Medo de Ser Feliz"                                  | Zezé Di Camargo                             | Zezé Di Camargo & Luciano | 4:35    |  |
| 10.                               | "Doce Mistério"                                          | Bernardes Schiavon Barbosa                  | Leandro & Leonardo        | 4:14    |  |
| 11.                               | "Vaqueiro de Profissão"                                  | Iranfe Maciel Mário Maranhão                | Jair Rodrigues            | 3:49    |  |
| 12.                               | "The Woman in Me (Needs the Man in You)"                 | Shania Twain Robert John Lange              | Shania Twain              | 3:57    |  |
| 13.                               | "O Que Vem a Ser Felicidade" (com part. de Dominguinhos) | Orlando Morais                              | Orlando Morais            | 4:17    |  |
| 14.                               | "Caminhando Só" (instrumental)                           | Machado Dias                                | Evara Zan                 | 3:38    |  |
| Duração total:                    | Duração total:                                           | Duração total:                              | Duração total:            | 57:55   |  |

| O Rei do Gado – Edição em CD |                                                          |                                             |                           |         |  |
| N.º                          | Título                                                   | Compositor(es)                              | Artista(s)                | Duração |  |
| 1.                           | "Rei do Gado"                                            | Nil Bernardes Luiz Schiavon Marcelo Barbosa | Orquestra da Terra        | 2:43    |  |
| 2.                           | "Coração Sertanejo"                                      | Neuma Morais Neon Moraes                    | Chitãozinho & Xororó      | 3:37    |  |
| 3.                           | "Admirável Gado Novo"                                    | Zé Ramalho                                  | Zé Ramalho                | 4:51    |  |
| 4.                           | "La Forza Della Vita"                                    | Paolo Vallesi Beppe Datti                   | Renato Russo              | 5:16    |  |
| 5.                           | "Eu Te Amo, Te Amo, Te Amo"                              | Roberto Carlos Erasmo Carlos                | Roberta Miranda           | 4:18    |  |
| 6.                           | "Correnteza"                                             | Tom Jobim Luiz Bonfá                        | Djavan                    | 4:44    |  |
| 7.                           | "À Primeira Vista"                                       | Chico César                                 | Daniela Mercury           | 4:26    |  |
| 8.                           | "Sem Medo de Ser Feliz"                                  | Zezé Di Camargo                             | Zezé Di Camargo & Luciano | 4:35    |  |
| 9.                           | "Doce Mistério"                                          | Bernardes Schiavon Barbosa                  | Leandro & Leonardo        | 4:14    |  |
| 10.                          | "Vaqueiro de Profissão"                                  | Iranfe Maciel Mário Maranhão                | Jair Rodrigues            | 3:49    |  |
| 11.                          | "The Woman in Me (Needs the Man in You)"                 | Shania Twain Robert John Lange              | Shania Twain              | 3:57    |  |
| 12.                          | "O Que Vem a Ser Felicidade" (com part. de Dominguinhos) | Orlando Morais                              | Orlando Morais            | 4:17    |  |
| 13.                          | "Cidade Grande" (instrumental)                           | M. Machado E. Dias                          | Metrópole                 | 3:30    |  |
| 14.                          | "Caminhando Só" (instrumental)                           | Machado Dias                                | Evara Zan                 | 3:38    |  |
| Duração total:               | Duração total:                                           | Duração total:                              | Duração total:            | 57:55   |  |

| O Rei do Gado – Edição portuguesa |                                                          |                                             |                           |         |  |
| N.º                               | Título                                                   | Compositor(es)                              | Artista(s)                | Duração |  |
| 1.                                | "Rei do Gado"                                            | Nil Bernardes Luiz Schiavon Marcelo Barbosa | Orquestra da Terra        | 2:43    |  |
| 2.                                | "Coração Sertanejo"                                      | Neuma Morais Neon Moraes                    | Chitãozinho & Xororó      | 3:37    |  |
| 3.                                | "Admirável Gado Novo"                                    | Zé Ramalho                                  | Zé Ramalho                | 4:51    |  |
| 4.                                | "Eu Te Amo, Te Amo, Te Amo"                              | Roberto Carlos Erasmo Carlos                | Roberta Miranda           | 4:18    |  |
| 5.                                | "Correnteza"                                             | Tom Jobim Luiz Bonfá                        | Djavan                    | 4:44    |  |
| 6.                                | "À Primeira Vista"                                       | Chico César                                 | Daniela Mercury           | 4:26    |  |
| 7.                                | "Sem Medo de Ser Feliz"                                  | Zezé Di Camargo                             | Zezé Di Camargo & Luciano | 4:35    |  |
| 8.                                | "Doce Mistério"                                          | Bernardes Schiavon Barbosa                  | Leandro & Leonardo        | 4:14    |  |
| 9.                                | "Vaqueiro de Profissão"                                  | Iranfe Maciel Mário Maranhão                | Jair Rodrigues            | 3:49    |  |
| 10.                               | "O Que Vem a Ser Felicidade" (com part. de Dominguinhos) | Orlando Morais                              | Orlando Morais            | 4:17    |  |
| 11.                               | "Cidade Grande" (instrumental)                           | M. Machado E. Dias                          | Metrópole                 | 3:30    |  |
| 12.                               | "Caminhando Só" (instrumental)                           | Machado Dias                                | Evara Zan                 | 3:38    |  |
| Duração total:                    | Duração total:                                           | Duração total:                              | Duração total:            | 48:42   |  |

### O Rei do Gado 2
O Rei do Gado 2 é o segundo álbum da trilha sonora da homônima telenovela brasileira exibida entre 1996 e 1997 pela Globo, que foi lançado em LP, K7, e CD pela Som Livre, em outubro de 1996, no Brasil, e em CD, pela Mega Records, em Portugal.
O Rei do Gado 2 traz na capa Almir Sater e Sérgio Reis como a dupla Pirilampo & Saracura, e teve 937.186 cópias vendidas. O repertório é quase todo composto por canções de música sertaneja, sendo quase todas interpretadas pela dupla fictícia Pirilampo & Saracura. O álbum conta ainda as duplas de música sertaneja, que estavam em alta da década de 90, Chrystian & Ralf, em parceria com Agnaldo Rayol, e João Paulo & Daniel.
O álbum abre com "Cabecinha no Ombro", interpretada por Almir Sater e Sérgio Reis, tema da dupla Pirilampo & Saracura, vivida pelos artistas. Chrystian & Ralf cantam a composição de Vicente Celestino, "Mia Gioconda", em parceria com Agnaldo Rayol, que serve de tema de Geremias Berdinazzi, interpretado por Raul Cortez. A dupla João Paulo & Daniel interpreta "Pirilume", tema de locação da novela.
O grupo Orquestra da Terra interpreta "No Fim do Asfalto", mais um tema de locação de O Rei do Gado. "Cortando Estradão", interpretada por Almir Sater e Sérgio Reis, também serve de tema de locação da novela. A canção "Vagabundo", composição de Carreirinho, da dupla sertaneja Zé Carreiro & Carreirinho, é cantada por Almir Sater e Sérgio Reis, sendo outro tema de locação da novela.
Dominguinhos integra a trilha sonora com "Siá Mariquinha", mais um tema de locação da trama. Almir Sater e Sérgio Reis cantam "Brasil Poeira", composição de Almir Sater Renato Teixeira, que serve de tema de locação da trama. Almir Sater e Sérgio Reis também interpretam "Boiadeiro Errante", composta por Teddy Vieira, e que também serve de tema de locação de O Rei do Gado.
"Travessia do Araguaia", tema de locação da novela, também é interpretada por Almir Sater e Sérgio Reis. A dupla também canta "Você Vai Gostar", composição de Elpídio dos Santos tema de locação da novela. Almir Sater e Sérgio Reis fecham o álbum cantando "Rei do Gado", composição de Teddy Vieira, que serve como tema de locação da novela.

#### Lista de faixas
| N.º            | Título                                                         | Compositor(es)                                                      | Artista(s)                | Duração |  |
| 1.             | "Cabecinha no Ombro"                                           | Paulo Borges                                                        | Almir Sater e Sérgio Reis | 3:10    |  |
| 2.             | "Mia Gioconda" ("Minha Gioconda") (com part. de Agnaldo Rayol) | Vicente Celestino                                                   | Chrystian & Ralf          | 3:49    |  |
| 3.             | "Pirilume"                                                     | Roberto Antonio Barbosa Nil Bernardes Luiz Schiavon Marcelo Barbosa | João Paulo & Daniel       | 4:12    |  |
| 4.             | "No Fim do Asfalto"                                            | Bernardes Schiavon M. Barbosa                                       | Orquestra da Terra        | 3:42    |  |
| 5.             | "Cortando Estradão"                                            | Anacleto Rosas Júnior                                               | Almir Sater e Sérgio Reis | 2:42    |  |
| 6.             | "Vagabundo"                                                    | Carreirinho                                                         | Almir Sater e Sérgio Reis | 2:41    |  |
| 7.             | "Siá Mariquinha"                                               | Luiz Assunção Evenor Pontes                                         | Dominguinhos              | 3:48    |  |
| 8.             | "Brasil Poeira"                                                | Almir Sater Renato Teixeira                                         | Almir Sater e Sérgio Reis | 3:38    |  |
| 9.             | "Boiadeiro Errante"                                            | Teddy Vieira                                                        | Almir Sater e Sérgio Reis | 3:45    |  |
| 10.            | "Travessia do Araguaia"                                        | Dino Franco Dicró Dos Santos                                        | Almir Sater e Sérgio Reis | 3:56    |  |
| 11.            | "Você Vai Gostar"                                              | Elpídio dos Santos                                                  | Almir Sater e Sérgio Reis | 2:55    |  |
| 12.            | "Rei do Gado"                                                  | Vieira                                                              | Almir Sater e Sérgio Reis | 2:57    |  |
| Duração total: | Duração total:                                                 | Duração total:                                                      | Duração total:            | 41:15   |  |

## Prêmios
O Rei do Gado recebeu o Certificado de Honra ao Mérito no San Francisco International Film Festival, concorrendo com 1.525 produções de 62 países, e também o Prêmio APCA de Melhor Ator (Raul Cortez), Melhor Ator Coadjuvante (Leonardo Brício), Melhor Atriz Coadjuvante (Walderez de Barros) e Melhor Revelação Masculina (Caco Ciocler).
A primeira fase da telenovela, considerada um dos grandes momentos da teledramaturgia brasileira, e cujos sete capítulos mostravam a decadência do ciclo do café e a participação do Brasil na II Guerra Mundial, foi transformada pela Divisão Internacional da TV Globo na minissérie Giovanna e Henrico, tendo como protagonistas Letícia Spiller e Leonardo Brício. A obra foi selecionada como hors-concours no Festival Banff, do Canadá, entre 720 produções de 38 países.
| Prêmio APCA - Melhor Ator - Raul Cortez - Melhor Atriz Coadjuvante - Walderez de Barros - Melhor Ator Coadjuvante - Leonardo Brício - Revelação Masculina - Caco Ciocler Troféu Imprensa - Melhor Novela - Melhor Ator - Raul Cortez Melhores do Ano - Troféu Domingão - Melhor Ator - Antonio Fagundes - Melhor Atriz - Eva Wilma - Ator Revelação - Marcello Antony - Atriz Revelação - Lavínia Vlasak | Prêmio Contigo! de TV - Melhor Novela - Melhor Atriz - Patricia Pillar - Melhor Ator - Raul Cortez - Melhor Ator Coadjuvante - Stênio Garcia - Melhor Vilã - Glória Pires - Melhor Vilão - Oscar Magrini - Melhor Atriz Revelação - Lavínia Vlasak - Melhor Ator Revelação - Marcello Antony - Melhor Abertura - Hans Donner - Melhor Atriz infantil - Pedro Gabriel - Melhor Par Romântico - Letícia Spiller e Leonardo Brício - Melhor Cenografia - Mônica Welker e Raul Travassos |